# Charles Schumer
Charles Ellis "Chuck" Schumer, född 23 november 1950 i New York i New York, är en amerikansk jurist och demokratisk politiker. Han är ledamot av USA:s senat från delstaten New York sedan januari 1999. 
Schumer var senatens majoritetsledarefrån 2021 till 2025 och är minoritetsledare sedan 2025. 

## Biografi
Schumers släkt är ashkenaser som emigrerade från Tjortkiv i nuvarande Ukraina till USA. Schumer är syssling med skådespelerskan Amy Schumers far. Han gifte sig 1980 med Iris Weinshall. Paret har två döttrar, Jessica och Alison.
Schumer började studera vid Harvard University 1968. Efter att ha avlagt kandidatexamen (B.A.) i statsvetenskap på Harvard College 1971 började han studera till jurist. Han avlade juristexamen (J.D.) 1974 vid Harvard Law School.
Han var tidigare ledamot av USA:s representanthus åren 1981–1999.

### USA:s senat
Schumers benägenhet för publicitet är ämnet för ett stående skämt bland många kommentatorer. Bob Dole sade en gång hånfullt att "den farligaste platsen i Washington ligger mellan Charles Schumer och en tv-kamera".
Schumer efterträdde 2017 Harry Reid som minoritetsledare i senaten.
Han gav i maj 2018 ett offentligt uttalande till stöd för president Donald Trumps beslut att flytta USA:s ambassad i Israel från Tel Aviv till Jerusalem 2018.